# Dünserberg
Dünserberg – gmina w Austrii, w kraju związkowym Vorarlberg, w powiecie Feldkirch. Według Austriackiego Urzędu Statystycznego liczyła 144 mieszkańców (1 stycznia 2015).